# Kumari (Nuwakot)
Kumari (nepalski: कुमरी) – gaun wikas samiti w środkowej części Nepalu w strefie Bagmati w dystrykcie Nuwakot. Według nepalskiego spisu powszechnego z 2001 roku liczył on 1446 gospodarstw domowych i 8278 mieszkańców (4168 kobiet i 4110 mężczyzn).